# Suzanne Vega (album)
Suzanne Vega – debiutancki album piosenkarki o tym imieniu i nazwisku, wydany w 1985 roku.

## Lista utworów
Artystka jest autorką wszystkich piosenek na płycie.
1. "Cracking" – 2:49
2. "Freeze Tag" – 2:36
3. "Marlene on the Wall" – 3:40
4. "Small Blue Thing" – 3:54
5. "Straight Lines" – 3:49
6. "Undertow" – 3:26
7. "Some Journey" – 3:38
8. "The Queen and the Soldier" – 4:48
9. "Knight Moves" – 3:36
10. "Neighborhood Girls" – 3:21

## Zespół
- Suzanne Vega – wokal, gitara akustyczna
- Johnny Gordon – gitara elektryczna
- Paul Dugan - gitara basowa
- Sue Evans - perkusja
- Frank Christian - gitara akustyczna
- C.P. Roth - syntezator, pianino, organy
- Steve Addabbo - wokal wspierający, gitara dwunastostrunowa, gitara elektryczna
- John Mahoney - synklawier
- Maxine Neuman - tamburyn
- Shem Guibbory - skrzypce
- Mark Isham - syntezator
- Darol Anger - skrzypce elektryczne
- Roger Squitero - perkusja